# František Janča
František Janča (6. února 1905 Uherský Ostroh – 16. května 1952 Chrudim) byl český letecký konstruktér, zkušební pilot, pracovník leteckých továren Letov a Avia, později sídlící v pražských Letňanech. Po skončení druhé světové války vedl projekt dokončení dvou původně německých vrtulníků Focke-Achgelis Fa 223, v prosinci roku 1947 pak absolvoval ve Švédsku pilotní výcvik a stal se tak prvním československým pilotem vrtulníku. Zahynul roku 1952 při letecké havárii během testovacího letu s prototypem československého vrtulníku Praga XE-II-F.

## Život

### Mládí
Narodil se v Uherském Ostrohu na Slovácku. Po absolutoriu na průmyslovce v Brně nastoupil na povinnou vojenskou službu v Československé armádě, kde se poprvé dostal k letectví. Roku 1928 na místo konstruktéra do letecké továrny Letov, posléze roku 1930 přestoupil do pražské továrny Avia. Zde začal působit též jako testovací pilot. Zde působil po celá 30. léta a dobu trvání Protektorátu Čechy a Morava a druhé světové války.

### Pražské povstání
Po vypuknutí Pražského povstání 5. května 1945 a bojů v pražských ulicích vyslyšeli zaměstnanci výzvu Československého rozhlasu k národní mobilizaci odporu proti německé armádě. Letuschopný cvičný stroj Luftwaffe německé konstrukce Arado Ar 396, který byl v továrně uskladněn, opatřili československými výsostnými znaky a připravili k letu. František Janča a Antonín Kraus vzlétli nad Prahu v 15:57 odpoledne a provedli přibližně dvacetiminutový let nad Hradčany, Smíchovem a Novým Městem, kde provedli průzkum situace a shodili letáky informující o začátku povstání. Let měl spíše symbolický než vojenský význam, neboť se jednalo o první let stroje s československými insigniemi nad hlavním městem od začátku nacistické okupace.

### Pilotem vrtulníku
Od roku 1946 byl na základě rozhodnutí československé vlády Janča součástí kolektivu mající za úkol zkompletovat dva kořistí německé vrtulníkové stroje Focke-Achgelis Fa 223, jejichž výroba byla ke konci války přenesena na území protektorátu podzemní továrny v Rabštejně. Práce probíhaly v dílnách Avie, oba stroje byly dokončeny na podzim 1947. Vláda zároveň jednala s jednotlivými státy možnost pilotního vrtulníkového výcviku pro československé letce. Po zamítnutí žádosti v USA a komplikacích výcviku čtyř vybraných pilotů ve Švédsku byl nakonec Janča jediný, který sem k výcviku (oficiálně jako soukromá osoba) v prosince 1947 odcestoval. Vycvičen byl na americkém stroji Bell 47B na letištích Bromn a Sko Edeby.

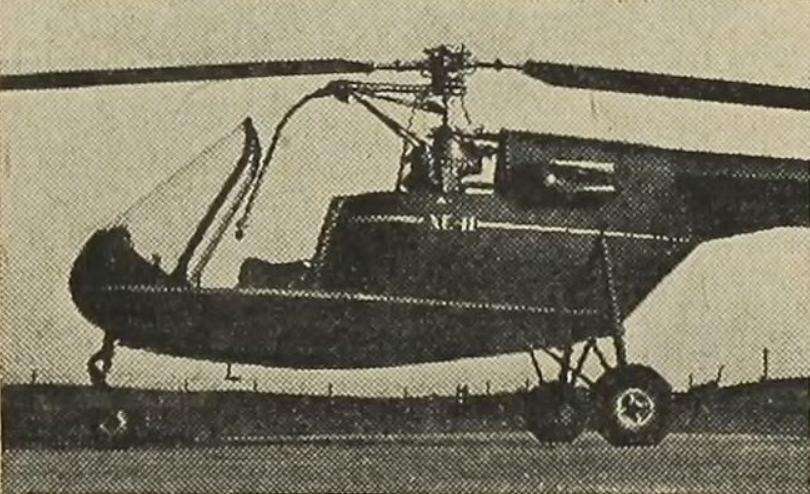
Vrtulník Praga XE-II

V roce 1948 byl pak zalétávacím pilotem dokončených vrtulníků Fa 223, pod novým označením VR-1. Testovací lety proběhly na jaře, 4. července 1948 pak František Janča s kopilotem Zdeňkem Němečkem provedli tři přelety nad Strahovským stadionem v rámci XI. Všesokolského sletu. Během sletu, sportovní akce s návštěvností stovek tisíc lidí a cvičenců, byl stroj rovněž využit jako prostředek Bezpečnostního letectva při monitorování dopravy v Praze. Šlo tak pravděpodobně o první použití helikoptéry v rámci policejních složek v historii. Jeden z vrtulníků VR-1 poté nadále létal u Bezpečnostního letectva (OK-BZX), druhý pak u Leteckého výzkumného ústavu (V-25).
V následujících letech pak Janča spolupracoval s konstruktérem Jaroslavem Šlechtou jako testovací pilot prvních vrtulníkových strojů československé konstrukce XE-II.

### Úmrtí
16. května 1952 prováděl František Janča testovací let s helikoptérou XE-II-F. Během letu došlo k závadě vyrovnávacího rotoru a Janča ztratil nad strojem kontrolu. Ze stroje vyskočil, byl však v příliš nízké výšce pro účinné otevření padáku. Následkem pádu na místě zemřel ve věku 47 let. Paradoxem Jančovy smrti je fakt, že stroj se po chvíli sám snesl na zem (s dílčím nárazem) a byl posléze opět letuschopný.
Pohřben byl na Vršovickém hřbitově.
V Letňanech v městské části Praha 18 byla po Františku Jančovi pojmenována ulice, Jančova.